# Điểm gián đoạn Gutenberg
Điểm gián đoạn Gutenberg, hay ranh giới lớp lõi – lớp phủ, nằm giữa lớp phủ bằng các silicat và lớp lõi bằng sắt-niken của Trái Đất. Ranh giới này nằm ở độ sâu khoảng 2.900 km tính từ bề mặt Trái Đất. Ranh giới này được công nhận như là khu vực gián đoạn về vận tốc của sóng địa chấn và nó được giải thích là do sự thay đổi cơ bản và rõ ràng về tỷ trọng tại độ sâu này. Có điều này là do sự thay đổi về thành phần hóa học từ các dạng khoáng chất silicat sang thành sắt-niken. Các chứng cứ gần đây cho rằng lớp ranh giới được thể hiện bằng sự thay đổi cấu trúc trong khoáng chất perovskit của đáy lớp phủ. Các nghiên cứu chụp X quang địa chấn chỉ ra sự không đồng đều đáng kể trong lớp ranh giới và là gợi ý về khả năng tồn tại của cấu trúc có tổ chức và có quan hệ với các chùm đá nóng của lớp phủ.
Khu vực ranh giới cũng được nói đến như là D″ ("D phẩy phẩy" hay "D phẩy kép"). Tên gọi này có nguồn gốc từ việc đặt tên cho các lớp của Trái Đất bởi nhà toán học Keith Bullen. Trong hệ thống của mình, ông đã đánh dấu mỗi lớp theo bảng chữ cái Latinh từ A đến G, với lớp vỏ là A và lớp lõi là G. Trong lần xuất bản mô hình của ông năm 1942, toàn bộ lớp phủ dưới cùng gọi là lớp D. Trong lần xuất bản năm 1950, Bullen phát hiện ra rằng lớp D của ông trên thực tế có thể là hai lớp khác nhau. Phần phía trên của lớp D, dày khoảng 1.800 km, được đổi tên thành D' (D phẩy) và phần phía dưới, dày khoảng 200 km, được đặt tên là D″.